# Calvin Jong-A-Pin

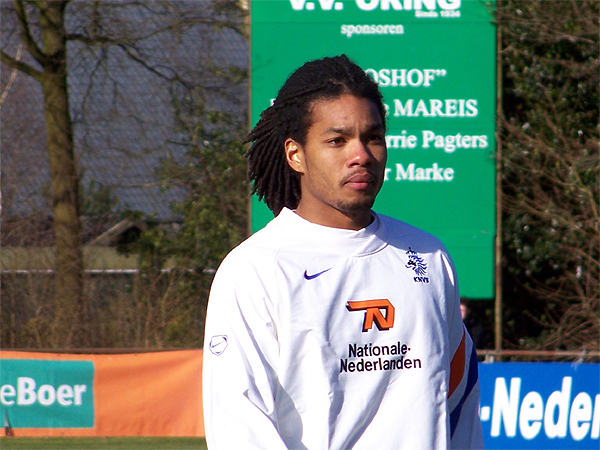
Calvin Jong-A-Pin (2008)

Calvin Ray Jong-A-Pin (Amsterdam, 18 juli 1986) is een Nederlands voormalig profvoetballer van Surinaamse afkomst die als linksback of als centrale verdediger speelde. 

## Carrière
In het seizoen 2005/2006 debuteerde de toen 19-jarige verdediger in het eerste van FC Volendam. sc Heerenveen was er snel bij om de jonge verdediger te contracteren.
Bij Heerenveen speelde Jong-a-Pin aanvankelijk vooral zijn wedstrijden voor het tweede elftal te spelen. Vandaar dat in zijn eerste seizoen hij niet verder kwam dan 9 wedstrijden. Ook de twee volgende seizoenen kon de verdediger niet op veel wedstrijden rekenen en met de komst van Goran Popov werd dat vooruitzicht alleen maar slechter. In het seizoen 2009/10 werd hij verhuurd aan Vitesse, met een optie tot koop. Vitesse besloot de optie tot koop niet te lichten.
In januari 2007 werd door Heerenveen besloten hem een contract te geven. Na twee wedstrijden in de basis van het eerste elftal van sc Heerenveen te hebben gespeeld, werd Jong-a-Pin opgeroepen voor Jong Oranje, dat op dat moment gecoacht werd door oud-sc Heerenveen trainer Foppe de Haan.
In 2011 werd zijn contract bij Heerenveen niet verlengd. Na stages bij Odense BK en Helsingborgs IF tekende Jong-A-Pin een contract tot het einde van dat jaar bij Shimizu S-Pulse dat uitkomt in de Japanse J-League. Dit werd verlengd en hij speelde tot eind 2015 voor de club. Dat jaar degradeerde de club naar de J-League 2.
Eind februari 2016 vond Jong-A-Pin in het net naar de J-League 2 gepromoveerde FC Machida Zelvia een nieuwe club in Japan. Met Yokohama FC spoelde hij tussen 2017 en 2019 in de J-League 2. Na de promotie in 2019 kwam hij in de J-League minder aan bod. In oktober 2021 sloot hij aan bij FC Gifu dat uitkwam in de J3 League.

## Clubstatistieken
| Seizoen | Club              | Duels | Goals | Competitie     |
| ------- | ----------------- | ----- | ----- | -------------- |
| 2005/06 | FC Volendam       | 6     | 1     | Eerste divisie |
| 2006/07 | sc Heerenveen     | 9     | 0     | Eredivisie     |
| 2007/08 | sc Heerenveen     | 19    | 0     | Eredivisie     |
| 2008/09 | sc Heerenveen     | 16    | 0     | Eredivisie     |
| 2009/10 | Vitesse (huur)    | 30    | 0     | Eredivisie     |
| 2010/11 | sc Heerenveen     | 29    | 0     | Eredivisie     |
| 2011    | Shimizu S-Pulse   | 11    | 0     | J-League       |
| 2012    | Shimizu S-Pulse   | 32    | 0     | J-League       |
| 2013    | Shimizu S-Pulse   | 26    | 1     | J-League       |
| 2014    | Shimizu S-Pulse   | 15    | 0     | J-League       |
| 2015    | Shimizu S-Pulse   | 9     | 0     | J-League       |
| 2016    | FC Machida Zelvia | 33    | 1     | J-League 2     |
| 2017    | Yokohama FC       | 38    | 1     | J-League 2     |
| 2018    | Yokohama FC       | 34    | 2     | J-League 2     |
| 2019    | Yokohama FC       | 42    | 0     | J-League 2     |
| 2020    | Yokohama FC       | 5     | 0     | J-League       |
| 2021    | Yokohama FC       | 1     | 0     | J-League       |
| 2021    | FC Gifu           | 1     | 0     | J3 League      |
| Totaal  | Totaal            | 356   | 6     |                |

## Erelijst
- Europees kampioen op EK onder 21 2007
- KNVB beker: 2009
- ING Fair Play-prijs Eredivisie: 2011

## Persoonlijk
De naam Jong-a-Pin is van Chinese afkomst, sommige van zijn voorouders waren Chinese contractarbeiders in Suriname. Hij is na zijn voetballoopbaan aan de slag gegaan bij Gassan Diamonds in Amsterdam.